# Mobile Suit Gundam (série télévisée d'animation)
Pour la franchise, voir Gundam.
Mobile Suit Gundam (機動戦士ガンダム, Kidō Senshi Gandamu), parfois abrégé en MSG, est une série d’animation japonaise de 43 épisodes créée par Yoshiyuki Tomino en 1979. Trois films résumant l’histoire ont aussi été produits en 1981 et 1982. Il s’agit donc de la toute première série de Gundam, une des franchises les plus célèbres au Japon. Le scénario de Mobile Suit Gundam se poursuivra dans les séries Mobile Suit Zeta Gundam, Gundam ZZ et le film Char contre-attaque.
Si, pendant longtemps, seuls les trois films récapitulatifs avaient été traduits en français, par l’éditeur Beez Entertainment, depuis février 2021, la série est désormais disponible en version sous-titrée français, par la plate-forme de SVOD Crunchyroll. La trilogie de films est aussi disponible en blu-ray 4K avec sous-titre FR et Anglais en France.

## Synopsis
Année 0079 du Calendrier Universel, le duché de Zeon – une colonie spatiale de 150 millions d'habitants réclamant son indépendance – déclare la guerre au gouvernement fédéral de la Terre. Une lutte acharnée entre les « earthnoïdes » et les « spacenoïdes » commence et cause la mort de la moitié de l’humanité (qui compte alors onze milliards d’êtres humains). Le conflit s’enlise ensuite dans un statu quo de huit mois qui s’achève lorsque le colonel Char Aznable découvre l’existence du projet fédéral -V-, qui consiste à développer de nouvelles armes pour lutter contre les Mobile Suits de Zeon. À la suite d'une attaque du commando de Char sur la Colonie où était établi le projet -V-, le Gundam, prototype de Mobile Suit très puissant de la fédération, se lève et extermine ses assaillants en quelques secondes, avec à son bord un jeune adolescent qui se trouve mêlé à ces événements tout à fait par hasard : Amuro Ray.
À cause de l’attaque meurtrière de Char, Amuro et plusieurs civils se retrouvent engagés sur un vaisseau de la Fédération, le White Base, sous les ordres d'un jeune officier nommé Bright Noa. Cet équipage deviendra alors le fer de lance de l’armée fédérale contre Zeon, grâce au Gundam et à Amuro, qui développera des capacités étranges de « newtype ».

## Personnages
Armée fédérale
- Amuro Ray, le héros et pilote du Gundam RX-78 ;
- Hayato Kobayashi, l’un des amis du héros et pilote du Guntank puis du Guncannon ;
- Kai Shiden, l’un des amis du héros et pilote du Guncannon ;
- Ryu Jose, élève pilote au début de la série, il pilotera le Guntank avec Hayato ;
- Bright Noa, jeune capitaine du White Base ;
- Sayla Mass, petite amie d’Amuro, sœur de Casval Deikun et pilote du Core-booster ;
- Mirai Yashima, pilote du White Base ;
- Fraw Bow, amie d’Amuro, elle a un rôle de personnage témoin ;
- Matilda Ajan, lieutenant fédéral pour qui Amuro a eu un coup de foudre ;
- Law Sleggar, pilote de Core-booster ;
- Général Revil, commandant de toutes les forces spatiales de la fédération.

Duché de Zeon
- Char Aznable, de Zeon, mieux connu sous le nom de Comète rouge (Akaï Suisei) et pilote du Zeong Truillot ;
- Lalah Sune, jeune NewType très douée qui donnerait sa vie pour Char ;
- Ramba Ral, as de Zeon envoyé sur Terre pour abattre le Gundam ;
- Crowley Hamon, femme de Ramba Ral ;
- Black Tri-Stars, as de Zeon qui ont été appelés pour abattre le Gundam ;
- Garma Zabi, colonel du front terrestre et plus jeune fils Zabi ;
- Gihren Zabi, le plus âgé des fils Zabi, il est le vrai dictateur de Zeon ;
- Kycilia Zabi, seule fille de Degwin Zabi, elle est parfois fourbe et cruelle ;
- Dozle Zabi, le général de la base de Solomon, c’est un grand militaire et un bon père ;
- Degwin Zabi, le chef suprême de Zeon qui est de plus en plus remplacé par Gihren.

## L'anime

### Production et réception
La direction de la série a été confiée à Yoshiyuki Tomino – le père de la franchise –, Yoshikazu Yasuhiko s’occupant du design des personnages et Kunio Ōkawara du design des mechas. Cette série se caractérise par plusieurs singularités : elle introduit pour la première fois le genre real robot (robots réalistes), traduisant la volonté de Tomino de créer un récit d’anticipation réaliste. De plus, le scénario est volontairement dense et complexe, de manière à donner une personnalité propre même aux nombreux personnages secondaires et à les inscrire dans le monde parfois cruel de l'universal century. D’autres éléments caractéristiques de la franchise sont d’ailleurs posés dès l’origine, comme le fait de prendre pour héros un adolescent a priori extérieur aux conflits, ou le principe de l’évolution humaine à travers les newtypes.
La première diffusion arrive le 7 avril 1979 sur la chaîne Nagoya Broadcasting Network (en). Elle est ensuite exportée en anglais et en italien, puis diffusée gratuitement en streaming en 2010 durant deux mois.
Mobile Suit Gundam a cependant eu peu de succès lors de sa première diffusion : la série devait ainsi compter 52 épisodes mais au 39e, à la suite de l'insuccès des premières diffusions, les producteurs décident de tout arrêter. Quatre épisodes arrivent ensuite pour conclure rapidement l’histoire. Une compilation en trois films reprenant majoritairement des séquences de la série avec quelques scènes inédites sort cependant en cinéma en 1981 ; de manière surprenante, elle connaît un bon succès grâce au bouche-à-oreille et, associée à la commercialisation de maquettes et jouets, la série gagne en popularité. Aujourd’hui encore, la licence fait les beaux jours de la Sunrise et de Bandai,.
La série est sortie pour la première fois en Grande-Bretagne sous format de Disque Blu-ray en 2015-2016, c'est All The Anime qui prit en charge l'édition. Cette sortie s'est faite en deux parties, la première étant sortie le 30 novembre 2015 et la seconde le 8 février 2016.

### Fiche technique
Sauf mention contraire, cette fiche est réalisée d’après les informations de l’Internet Movie Database et du site Anime News Network.
- Origine :  Japon
- Première diffusion : 7 avril 1979
- Format : 43 épisodes de 24 minutes

#### Équipe de réalisation
- D’après une idée de : Yoshiyuki Tomino et Hajime Yatate
- Réalisation : Yoshiyuki Tomino
- Scénario : Hiroyuki Hoshiyama, Kenichi Matsuzaki, Yoshihisa Araki, Yoshiyuki Tomino, Yu Yamamoto
- Musique : Takeo Watanabe, Yuji Matsuyama
- Conception des personnages : Yoshikazu Yasuhiko
- Conception des mechas : Kunio Ōkawara
- Direction artistique : Mitsuki Nakamura
- Production : Hobuyuki Okuma, Wataru Sekioka, Yasuo Shibue
- Studio : Sunrise

#### Doublage
- Toru Furuya : Amuro Ray
- Shuichi Ikeda (ja) : Char Aznable
- Hirotaka Suzuoki : Bright Noah
- Fuyumi Shiraishi : Mirai Yashima
- Yō Inoue : Sayla Mass
- Rumiko Ukai : Fraw Bow
- Toshio Furukawa : Kai Shiden
- Kiyonobu Suzuki : Hayato Kobayashi
- Shōzō Iizuka : Ryu Jose
- Keiko Han : Lalah Sune
- Banjo Ginga : Gihren Zabi
- Katsuji Mori : Garma Zabi
- Mami Koyama : Kishiria Zabi
- Daisuke Gori : Dozle Zabi
- Hidekatsu Shibata : Degwin Zabi
- Masashi Hirose : Ramba Ral
- Yumi Nakatani : Crowley Hamon

### Liste des épisodes
La liste des épisodes est accessible dans la boîte déroulante ci-dessous :
Source.

### Musiques
- Générique d’ouverture : Tobe! Gundam (lit. « Vole ! Gundam ») de Koh Ikeda
- Générique de fin : Eien Ni Amuro (lit. « Éternel Amour ») de Koh Ikeda

## Films
À la suite du succès des rediffusions de la série, elle fut  adaptée en trois films d’animation à partir de 1981 :
- Mobile Suit Gundam film 1 (機動戦士ガンダムⅠ?), 1er janvier 1981, 148 minutes[12] ;
- Mobile Suit Gundam film 2 (機動戦士ガンダムⅡ?), 7 avril 1981, 139 minutes[13] ;
- Mobile Suit Gundam film 3 (機動戦士ガンダムⅢ?), 1er janvier 1982, 144 minutes[14].

Ces films connurent à leur sortie un grand succès en totalisant plus de cinq millions d’entrées. Bien que résumant l’histoire, le scénario comporte tout de même plusieurs passages inédits, notamment dans le troisième film (la série s’étant arrêtée abruptement).
La trilogie a été traduite en français par Beez et diffusée sous format DVD, respectivement : le 19 mai 2005 pour le premier et le 12 juillet 2005 pour les deux derniers. Ces films ont été réédités en format Bluray chez Alltheanime le 19 avril 2017 dans une édition collector puis une édition simple ,et sont proposés depuis le 18 Juin 2021 en SVOD sur Netflix.

## Autres supports

### Mangas, romans et jeux
Plusieurs variantes existent à la série de 1979 : la version roman de Tomino (sortie au Japon et aux États-Unis) qui raconte une histoire plus adulte, puis récemment, un manga, Mobile Suit Gundam : The Origin (sorti en France chez Pika), qui raconte l’histoire de la série avec quelques variantes et une remise à niveau de la technologie « classique ».
De nombreux jeux vidéo en ont aussi été tirés, des bornes d'arcade (le premier sortant en 1993) jusqu’au console les plus récentes.

### Gundam the Ride
Gundam the Ride (ガンダムザライドアバオアクー) était une attraction du parc Fuji-Q Highland non loin de Tokyo ; elle se présentait sous la forme d'un simulateur spatial qui plongeait les visiteurs au cœur de la bataille d'A Baoa Qu (la bataille finale de la série),. Le film du simulateur lui-même a été réalisé par Yuichi Abe. Inaugurée le 20 juillet 2001, l'attraction a définitivement fermé le 31 décembre 2006, remplacée par Gundam Crisis, un walkthrough permettant au visiteur de construire virtuellement un Gundam.

## Citations
- « Même mon père n'a jamais osé me frapper. » - Amuro Ray après s'être fait malmener par Bright Noah.

- « Il est difficile d'accepter ses propres erreurs. Surtout celles causées par l'impétuosité de la jeunesse. » - Char Aznable.

- « Parce qu'il n'était qu'un gamin. » - Char Aznable. Ceci est une réponse indirecte de ce dernier à Gihren qui demande lors de son discours, pourquoi son jeune frère, Garma, est mort.